# Паклене улице 4
Паклене улице 4 (енгл. Fast & Furious 4) амерички је акциони филм о уличним ауто-тркама из 2009. године. Четврти је део истоименог серијала филмова.

## Радња
Доминик и његова екипа (Лети, Хан, Лео, Сантос и Кара) пљачкају цистерне са горивом у Доминиканској Републици. Доминик је почео да сумња да ће га ухватити и напушта Лети како би је заштитио од опасности. Неколико недеља касније, у Панами, Доминик добија позив од своје сестре Мије, која му говори да је Лети убио Феникс Калдерон (Лаз Алонсо), после скоро фаталне саобраћајне несреће. Доминик се враћа у Лос Анђелес да испита место где је Феникс убио Лети и налази трагове нитрометана. Затим иде код јединог аутомеханичара који користи нитрометан и присиљава га да му каже име човека који је тражио гориво. Име које је аутомеханичар дао је Дејвид Парк (Рон Јуан).
У међувремену, ФБИ агент Брајан О’Конер (Пол Вокер) покушава да пронађе и ухвати дилера дроге по имену Артуро Брага (Џон Ортиз). Његова потрага га доводи до Дејвида Парка. Доминик стиже до Парковог стана први и држи га за ноге кроз прозор све док није извукао довољно информација, а затим га испустио. Брајан, који је такође био на путу ка Парковом стану, спасио је Парка који је постао нови доушник ФБИ. Парк је увео Брајана у уличну трку по Лос Анђелесу. Брајан је изабрао модификовани Нисан Скајлајн GT-R R34 са паркинга заплењених аутомобила. Доминик се такође појављује на трци са својим модификованим Шевролет Шевелом из 1970. Жизел Јашар (Гал Гадот), веза са Брагом, открива да ће победник трке постати последњи возач у тиму који ће превозити хероин на граници између Сједињених Америчких Држава и Мексика. Доминик је победио тако што је пред сам крај трке ударио задњи део Брајановог аутомобила и Брајан је изгубио контролу над истим. Брајан је искористио своју моћ ФБИ агента и ухапсио једног од возача - Двајта Мјулера (Грег Сипиз) - и тако заузео његово место у тиму.
Сутрадан, тим се састао са једним од Брагиних људи. Одвезли су се преко границе, користећи подземне тунеле да би избегли да буду ухваћени. Брајан је унапред знао да ће када испоруче хероин, Брага поручити да убију возаче. Међутим, то је Доминику открио Феникс, који је рекао да је убио Лети и мало после те изјаве Домиников аутомобил је експлодирао због додира азотсубоксида и упаљача у самом аутомобилу. Ова експлозија је одвукла пажњу Брагиним људима и Брајан је успео да украде Хамер са хероином вредним 60 милиона долара. Доминик и Брајан се одвозе назад у Лос Анђелес и сакривају хероин на паркиралиште заплењених аутомобила, где је Брајан нашао нови аутомобил Субару Импрецу WRX STI. Касније је Доминик сазнао да је Брајан био последња особа које је контактирала Лети, што резултира нападом на Брајана, док Брајан на крају није рекао да је Лети радила за њега на тајном задатку привођења Браге, после ког би - ако би био успешан - очистила Доминиково име. Брајан је рекао својим надређенима да ће у замену за Доминиково помиловање, навући Брагу у замку, тако што ће му тражити да лично дође у размену новац за хероин. Међутим, на локацији размене, Рамон Кампос (Роберт Мијано), човек који се представљао као „Брага”, је откривен као мамац, а „Кампос”, прави Брага је побегао и авионом одлетео за Мексико.
Брајан и Доминик су отпутовали у Мексико да сами ухвате Брагу. Нашли су га у цркви и ухапсили га. Брагини људи су кренули да спасу свог шефа, а Брајан и Доминик су већ пролазили кроз подземни тунел и враћали се у Сједињене Америчке Државе. Када је неколико Брагиних људи било убијено, Феникс, који је јурио Брајанов аутомобил, га је ударио са стране, што је резултовало великим оштећењем Брајановог аута који је био потпуно уништен, а Брајан је био повређен. Пре него што је Феникс успео да убије Брајана, Доминик који је преживео експлозију и заменио свој Доџ Чарџер из 1970 са Шевролет Камаром из 1973, закуцао се у Феникса пуном брзином и убио га. Полиција и хеликоптери су почели да пристижу на место збивања на америчкој страни, Брајан говори Доминику да иде, али Доминик одбија, јер је рекао да је уморан од бежања. Упркос Брајановом захтеву за помиловање, судија је осудио Доминика на доживотну робију. Доминик се укрцао на аутобус који је требало да га одведе у Федерални затвор у Ломпоку заједно са осталим осуђеницима и чим је аутобус дошао до чистине, Брајан и Мија, заједно са Леом и Сантосом (који су помогли у пљачкама у Доминиканској Републици) стигли су са својим аутомобилима да пресретну аутобус.

## Улоге
| Глумац          | Улога                             |
| --------------- | --------------------------------- |
| Вин Дизел       | Доминик Торето                    |
| Пол Вокер       | Брајан О’Конер                    |
| Џордана Брустер | Мија Торето                       |
| Мишел Родригез  | Лети Ортиз                        |
| Џон Ортиз       | Рамон Кампос                      |
| Лаз Алонсо      | Феникс Калдерон                   |
| Сунг Канг       | Хан Луе                           |
| Дон Омар        | Рико Сантос                       |
| Тего Калдерон   | Тего Лео                          |
| Џек Конли       | Пенинг                            |
| Шеј Вигам       | агент Мајкл Стасијак              |
| Роберт Мијано   | прави Рамон Кампос / Артуро Брага |
| Марко Родригез  | мексички свештеник                |